# Cavaliere di San Giuseppe
Il cavaliere di San Giuseppe è una fortificazione situata lungo le mura magistrali di Verona, sulla destra d'Adige, progettato dal noto architetto rinascimentale Michele Sanmicheli.

## Storia e descrizione
In un primo momento era presente la cinta muraria scaligera, commissionata da Cangrande della Scala e realizzata tra 1321 e 1325 su progetto del maestro Calzaro. Nel corso del Cinquecento venne realizzata una nuova cortina terrapienata e il cavaliere edificato tra 1538 e 1540 su progetto del noto architetto rinascimentale Michele Sanmicheli, nell'ambito del rafforzamento da parte della Repubblica di Venezia delle fortificazioni di Verona, che aveva l'obiettivo di renderle più adatte all'introduzione della polvere da sparo. Infine, tra 1836 e 1837, vi fu il restauro e adeguamento del cavaliere alle nuove esigenze difensive.
Dei tre cavalieri localizzati lungo la cinta magistrale di destra d'Adige, il cavaliere di San Giuseppe, edificato nella posizione della preesistente porta di San Massimo, è quello di maggiori dimensioni e il più munito per la difesa. Una rampa a lieve pendenza consente di accedere alla piattaforma, originariamente ordinata per artiglieria e protetta dal parapetto, dove i merloni dei fianchi sono stati chiusi e incorporati nella muratura durante il restauro ottocentesco.
La struttura fortificata è dotata di vani interni, disposti sotto il terrapieno, originariamente collegati alla galleria di contromina. Le cortine annesse, cinquecentesche, sono formate da terrapieno e da un muro di rivestimento aderente, con il paramento in mattoni di laterizio, così come lo è il paramento di rivestimento del cavalieri; il profilo della muratura è a scarpa, ossia in pendenza, sino all'altezza della cordonatura di pietra, mentre il muro di coronamento superiore è verticale e sostiene il parapetto di terra, con scarpata a pendenza naturale. Il muro aderente è attraversato da una galleria di contromina, provvista di spiragli per la luce e per l'aria.